# Thierry Cham
Pour les articles homonymes, voir Cham.
Thierry Cham né en 1973 à Saint-Claude en Guadeloupe, est un auteur-compositeur-interprète français.  
Chanteur de zouk principalement, il a sorti plusieurs albums aux influences et sonorités afro-caribéennes notamment. Il est surtout connu du grand public grâce à sa chanson Océan qui a obtenu un franc succès en 2003.

## Biographie

### Débuts
En 1983, Thierry Cham s'installe en métropole et se destine à une carrière de sportif professionnel avant de se tourner vers la musique.
Bercé par des influences pop, reggae et zouk dès le plus jeune âge, il participe à un concours de chant organisé par Kassav en 1988. Arrivé en demi-finale, il se fait repérer par des professionnels du milieu.

### Premiers albums
C'est en 1992 que sort son premier album : Kou Doubl' Présent... Thierry Cham. Après cette première tentative au succès relatif, il persévère. Ses efforts se concrétisent avec Coup de Foudre, single de l'album Ultime Confession en 1992. Mais c'est Nuit Blanche sorti en 1994 qui lui donne son premier succès grand public au-delà de la communauté antillaise puisqu'il remporte même le prix du Meilleur album Caraïbes aux African Music Awards à Libreville (Gabon) l'année suivante.

### Carrière
En 2000, Thierry Cham est une valeur sûre de la scène musicale afro-caribéenne et il se lance désormais à l'assaut du marché national français.
Paru sur l'album Simplement en 2000, le titre Océan lui ouvre la porte des charts français et réussit à se hisser jusqu'à la 5e place des ventes de singles en France en septembre 2003. Signé chez Polydor, Thierry Cham continue d'explorer son univers musical avec l'album Autrement (2003) aux couleurs plus R&B et pop. Sans se détourner de ses racines caribéennes, il poursuit ce mélange des genres avec l'album Ma Couleur produit entièrement par Daniel Pierre alias Danny P. (le producteur de Robbie Williams et Joss Stone notamment). Désolé, le titre promotionnel, reste trois mois dans le Top des ventes de singles en 2006 avec un pic à la 39e place.
Thierry Cham renouvelle le style de ses débuts en proposant un zouk futuriste avec l'album Là d'où je viens sorti en 2008. Il invente le personnage de Thierry « Sky Zouker », gardien de l'Empire du groove dans un futur lointain où « le zouk est la seule source d'énergie qui maintient la paix entre les galaxies ». Ecoute-moi de l'album L'un pour l'autre fait son entrée à la 26e place du top single français de la dernière semaine de mars de 2010.
Alors que sa présence sur le marché national se fait plus discrète, Thierry Cham propose régulièrement des singles donnant un aperçu de sa versatilité musicale : Jou apré Jou (2014), une reprise de Elle a les yeux revolver de Marc Lavoine (2015), My Darling (2016), Pour que l'on s'aime (2017), Lésansiel (2018).
Avec des artistes reconnus de la scène zouk toute génération confondue comme Tony Chasseur, Leïla Chicot, Joëlle Ursull, Kim, Lorenz ou encore Dory, Stony, Fanny J, Warren, il a participé à la date parisienne de la tournée Génération Zouk : 40 ans de tubes en 2020.

### Famille
Son frère aîné, Patrick, est un ancien basketteur professionnel qui a notamment joué en équipe de France et devenu entraîneur de plusieurs clubs. Sa fille, Ebony Cham (en), est connue pour sa participation à la saison 12 de Star Academy.

## Discographie

### Album studio
- 1992 : Kou Doubl' Présent... Thierry Cham
- 1993 : Ultime confession
- 1994 : Nuit blanche
- 1996 : Invitation
- 1997 : Naturel
- 2000 : Mémoires
- 2000 : Simplement
- 2003 : Autrement
- 2005 : Ma couleur
- 2008 : Là d'où je viens
- 2011 : L'un pour l'autre + Best Of exclusif

### Compilation
- 2016 : Zouk Anthology by Thierry Cham

### Clip
- 1992 : Coup de foudre
- 1997 : Baby
- 1997 : Ciel
- 1998 : Enflamé'w
- 2000 : Océan
- 2004 : Dernière chance
- 2005 : J'ai compris
- 2006 : Désolé
- 2010 : Lanmou ideal
- 2011 : Tout le monde
- 2011 : Dangereuse (feat. Ben-J)
- 2012 : Dis moi que tu m'aimes
- 2013 : On court après l'amour
- 2014 : Jou apré jou
- 2015 : Les yeux revolver
- 2018 : Lésansiel